# Johannes Diederik van Leeuwen
Johannes Diederik van Leeuwen (Tiel, 26 februari 1737 – aldaar, 8 maart 1817) was een Nederlands jurist en politicus. Hij hoorde tot de politieke groepering van de patriotten. Zijn werkzaamheden vielen vooral in de jaren 1785-1787 en 1795-1805.

## Leven en werk
Van Leeuwen was een zoon van Adrianus van Leeuwen, burgemeester en schepen van Tiel, en Cornelia Farret. Hij studeerde van 1756 tot 1758 rechten aan de Universiteit van Utrecht. Daarna keerde hij terug naar Tiel, waar hij werkzaam was als advocaat en ontvanger-generaal van de gemene middelen van het Kwartier Nijmegen.
In 1764 werd hij benoemd tot adjunct-stadssecretaris. Er volgde een loopbaan met diverse functies in overheidsdienst. Toen vanaf 1785 ook in Tiel de patriottenbeweging aan aanhang won, toonde Van Leeuwen zich gematigd patriot. In januari 1787 werd hij honorair lid van de Vaderlandsche Sociëteit voor Vrijheid, Gelijkheid en Broederschap te Arnhem. Later dat jaar werd tijdens rellen zijn huis geplunderd. Van 1787 tot 1794 leefde hij als balling in het Vlaamse Lier.
Begin 1795 werd hij schepen van Tiel, lid van het Quartier Nijmegen alsook Gelders gedeputeerde bij de Staten-Generaal. Vanaf 1796 werd hij afgevaardigd naar de Eerste en Tweede Nationale Vergadering, was lid van het Vertegenwoordigend Lichaam (mei-juni 1798) en lid van het Intermediair Wetgevend Lichaam.
In de periode daarna vinden we hem nog terug als raadgevend advocaat of oordeelwijzer voor het stadsbestuur van Buren.

### Begraafplaats
Het bekendste wapenfeit van Van Leeuwen werd het tot stand brengen van 'Ter Navolging', een van de eerste begraafplaatsen buiten de stadsmuren in Nederland. Om redenen van hygiëne wilden patriotten een einde maken aan het begraven in kerken. Daartoe richtte Van Leeuwen in 1785 in Tiel het Begraafgenootschap Ter Navolging op. Met zijn idee won hij een jaar later een Gouden Ereprijs van het Zeeuwsch Genootschap der Wetenschappen. Nog in datzelfde jaar 1786 werd de begraafplaats enige honderden meters buiten de Burense Poort van Tiel opgericht.

### Chronicon Tielense
In 1789 gaf Van Leeuwen de Latijnse tekst van het Chronicon Tielense uit, een Tielse kroniek uit de middeleeuwen.